# Geduldsfaden
Der Geduldsfaden ist die bildhafte Ausdrucksweise für die Ausdauer der Geduld. Die Redensart kommt aus dem Bereich der Textilherstellung, wobei es zwei unterschiedliche Kontexte gibt.
1. Der Faden, der beim Abwickeln von der Spule gespannt ist, überanstrengt bzw. strapaziert wird, an dem gezerrt wird und der infolgedessen reißen kann. Bereits Goethe verwendet die Redensart 1811 in seiner Biographie Dichtung und Wahrheit (14. Buch). Und auch das Deutsche Wörterbuch der Brüder Grimm verweist unter dem Stichwort "Geduldsfaden" auf diesen Gebrauch bei Goethe und Brentano. Das Bild hat sich so weit verselbständigt, dass es mittlerweile genügt, zu sagen, dass die Geduld selbst reißt. Das Maß des Geduldsfadens ist hier die Dicke, Stärke bzw. Unempfindlichkeit. Nicht selten hängt dabei die Geduld an einem seidenen Faden, der besonders leicht reißt.
2. Der Faden, der über die Spule so lange abläuft, bis die Spule leer ist. Die Redensart heißt dann, dass der Geduldsfaden abgelaufen ist. So heißt es in den "Forderungen der Vorstadt St. Georg und die Reaktion des Grundeigentümer-Vereins (Ende Mai 1848)": Des Volkes Langmut ist groß, ist aber der Geduldsfaden abgelaufen, so wird der Sanftmütigste selbst zum Tiger. (aus: Die Reform, Nr. 19, 1848, S. 75 f.). Auch dem spanischen Sprichwort Wenn der Faden abgelaufen ist, sucht man nach der Nadel, liegt dies zugrunde. Das Maß des Geduldsfadens ist hier die Länge bis hin zum endlosen Geduldsfaden.

## Ähnliche Bilder
- Das redensartliche Damoklesschwert hing an einem Rosshaar über Damokles.